# Парламентские выборы в Сан-Марино (1993)
Парламентские выборы в Сан-Марино прошли 13 мая 1993 года.
В 1990 году Сан-маринская коммунистическая партия была реформирована в Демократическую прогрессивную партию, от которой в 1992 году откололась часть членов, основавших Сан-Маринское коммунистическое переоснование.
Христианско-демократическая партия вновь стала крупнейшей партией парламента, получив 26 мест. Явка составила 80 %.

## Результаты
| Партия                                                 | Голоса | %    | Мест | +/-   |
| ------------------------------------------------------ | ------ | ---- | ---- | ----- |
| Сан-Маринская христианско-демократическая партия       | 9 010  | 41,4 | 26   | -1    |
| Сан-Маринская социалистическая партия                  | 5 167  | 23,7 | 14   | +7    |
| Сан-Маринская демократическая прогрессивная партия     | 4 046  | 18,6 | 11   | новая |
| Народный альянс сан-маринских демократов за республику | 1 676  | 7,7  | 4    | новая |
| Демократическое движение                               | 1 148  | 5,3  | 3    | новая |
| Коммунистическое возрождение Сан-Марино                | 731    | 3,4  | 2    | новая |
| Недействительных/пустых бюллетеней                     | 859    | -    | -    | -     |
| Всего                                                  | 22 637 | 100  | 60   | 0     |
| Зарегистрированных избирателей/ Явка                   | 28 285 | 80,0 | -    | -     |
| Источник: Nohlen & Stöver                              |        |      |      |       |